# Saint-Germain-des-Prés (Tarn)
Saint-Germain-des-Prés é uma comuna francesa na região administrativa da Occitânia, no departamento de Tarn. Estende-se por uma área de 16.97 km², e possui 926 habitantes, segundo o censo de 2018, com uma densidade de 55 hab/km².